# 洪泰商场
36°04′17.8″N 120°18′43.7″E / 36.071611°N 120.312139°E
洪泰商场，俗称“五起楼”，是位于中国山东省青岛市市南区北京路25号（河北路43-49号）的一座旧商业建筑，建于1932年，设计师为王海澜，现为市南区一般不可移动文物。

## 历史

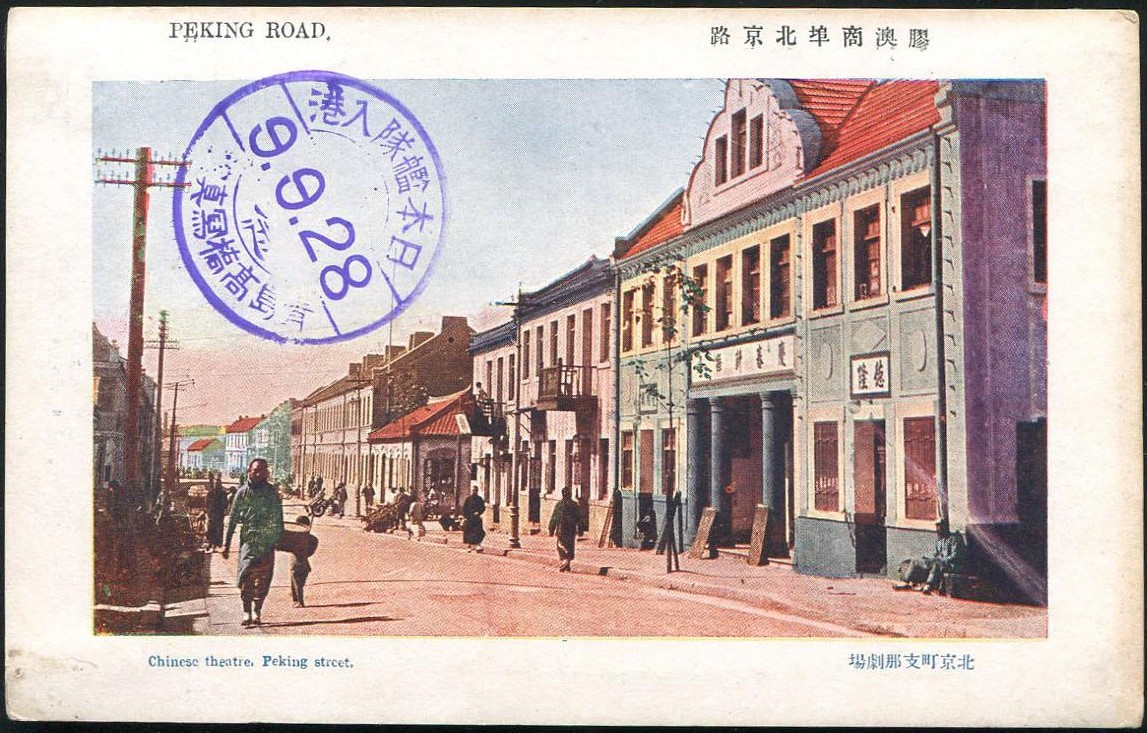
1920年代的北京路，右侧为庆春新舞台

位于北京路河北路路口东北角的“五起楼”，其位置原有一家名为“庆春新舞台”的京剧戏院，1922年12月青岛回归后改名“共和大舞台”（一说“共和新舞台”）。该剧院规模不大，仅有300个座位。1928年中旬曾因清理账目停演，9月有人接办继续营业。
1932年，商人李连溪投资将共和大舞台拆除，在该址新建一座大型商场，名为“洪泰商场”，由建筑师王海澜设计，是青岛的第一栋五层楼房。当年的青岛市区建筑多为二层至三层，四层及以上的建筑极少，洪泰商场因其鹤立鸡群的高度和外观而轰动一时，并被居民称为“五起楼”。但自建成以后，该商场一楼临街商铺出租情况尚好，二楼及以上楼层出租情况不佳，顾客较少。其原因可能在于该商场商场距离主要商业街中山路有两个街区，交通相对不便，楼上商铺商业价值不及一楼临街商铺。也有分析认为商家期望值太高，商场租金高，导致商品价格偏高，同时商店没有特色，且原本安装的电梯很快便坏掉，顾客不愿费力上楼。后来李连溪曾在楼顶开办游艺场，组织露天影院、曲艺演出，但仍无法改善经营状况。据记载，洪泰商场一层为大商店，二、三层有百货店、茶叶店、布匹店，及制鞋制衣作坊等，四、五层后来逐渐改为民居。
1949年青岛解放后，该楼一层改为国营菜店和土产杂货店，二层及以上全部改为民居。2006年5月20日，该建筑列入第二批青岛市历史优秀建筑名单。2009年7月27日列入市南区未核定文物保护单位名录。2009年，曾有消息称该楼将被改造为立体停车场，作为劈柴院步行商业街的配套项目，但最终未实施。2023年，该楼经历整修，现该楼整修完毕后闲置等待商户进驻。

## 建筑特色

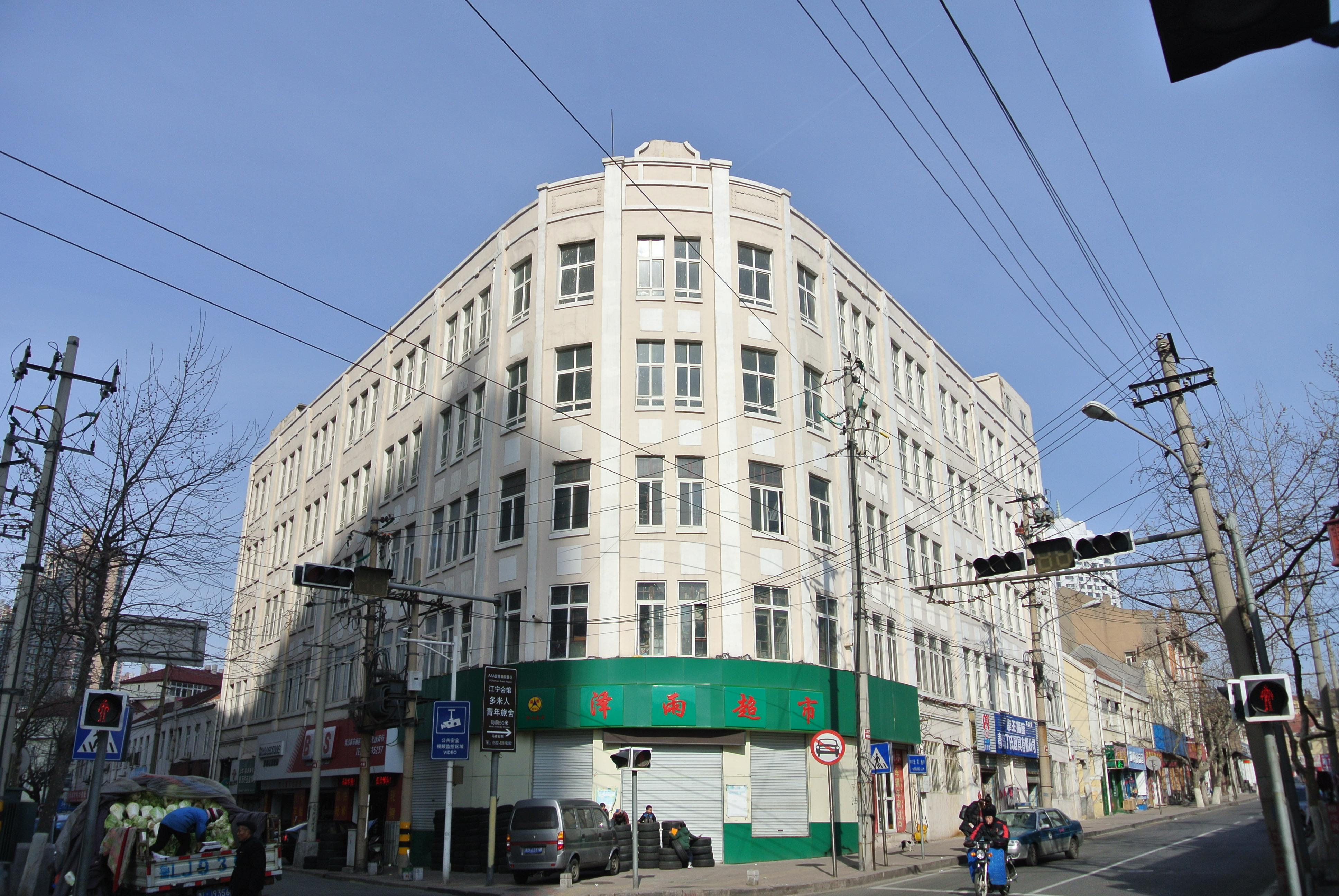
整修前的洪泰商场旧址，2015年1月

洪泰商场位于北京路河北路路口东北角，平面呈“L”形，建筑面积约7000平方米，楼高5层，平屋顶，总高21米，钢筋混凝土结构。外立面设计较为简单，主入口位于街角处，以此为中轴向两翼展开，外墙为拉毛抹灰墙面，立面横向以一层与二层之间的腰线划分为两段，纵向以壁柱与窗列平均划分。内部平面布局极为简单，一层分割为若干商铺，以上各楼层采用柱网平面，可按实际需要划分。楼梯间位于两翼末端，厕所设于北翼中部。东南角有一小型牌楼通往内院。